# راسيل كالفرت
راسيل كالفرت (بالإنجليزية: Russell Calvert)‏ هو سياسي نيوزلندي، ولد في 1 فبراير 1909 في نيوزيلندا، وتوفي في 20 أغسطس 2011. حزبياً، نشط في حزب العمال النيوزيلندي.